# Општина Сан Луис Рио Колорадо (Сонора)
Сан Луис Рио Колорадо (шп. San Luis Río Colorado) општина је у Мексику у савезној држави Сонора. Општина се налази на надморској висини од 51 м.

## Становништво
Према подацима из 2010. у општини је живело 178380 становника.

### Хронологија
| Година       | 2000                   | 2005                   | 2010                   |
| ------------ | ---------------------- | ---------------------- | ---------------------- |
| Становништво | 145006 (72864 / 72142) | 157076 (79129 / 77947) | 178380 (90545 / 87835) |

### Попис
| \| \| м \| \| \| ж \| \| 0—2 \| 5.367 \| \| \| 5.154 \| \| 3—5 \| 5.985 \| \| \| 5.613 \| \| 6—11 \| 11.323 \| \| \| 10.926 \| \| 12—14 \| 5.300 \| \| \| 5.085 \| \| 15—17 \| 5.269 \| \| \| 5.004 \| \| 18—24 \| 10.918 \| \| \| 10.637 \| \| 60+ \| 7.252 \| \| \| 7.369 \| \| Просек : \| 28,6 \| \| \| 28,8 \| |        |  |  |        |
| |        |  |  |        |
| | м      |  |  | ж      |
| 0—2 | 5.367  |  |  | 5.154  |
| 3—5 | 5.985  |  |  | 5.613  |
| 6—11 | 11.323 |  |  | 10.926 |
| 12—14 | 5.300  |  |  | 5.085  |
| 15—17 | 5.269  |  |  | 5.004  |
| 18—24 | 10.918 |  |  | 10.637 |
| 60+ | 7.252  |  |  | 7.369  |
| Просек : | 28,6   |  |  | 28,8   |

| #   | Индикатор                                                                                        | Вредност |
| --- | ------------------------------------------------------------------------------------------------ | -------- |
| 1   | Становништво од 0 до 2 године                                                                    | 10521    |
| 2   | Мушко становништво од 0 до 2 године                                                              | 5367     |
| 3   | Женско становништво од 0 до 2 године                                                             | 5154     |
| 4   | Становништво са 3 и више година                                                                  | 167388   |
| 5   | Мушко становништво са 3 и више година                                                            | 84939    |
| 6   | Женско становништво са 3 и више година                                                           | 82449    |
| 7   | Становништво са 5 и више година                                                                  | 159678   |
| 8   | Мушко становништво са 5 и више година                                                            | 80976    |
| 9   | Женско становништво са 5 и више година                                                           | 78702    |
| 10  | Становништво са 12 и више година                                                                 | 133541   |
| 11  | Мушко становништво са 12 и више година                                                           | 67631    |
| 12  | Женско становништво са 12 и више година                                                          | 65910    |
| 13  | Становништво са 15 и више година                                                                 | 123156   |
| 14  | Мушко становништво са 15 и више година                                                           | 62331    |
| 15  | Женско становништво са 15 и више година                                                          | 60825    |
| 16  | Становништво са 18 и више година                                                                 | 112883   |
| 17  | Мушко становништво са 18 и више година                                                           | 57062    |
| 18  | Женско становништво са 18 и више година                                                          | 55821    |
| 19  | Становништво од 3 до 5 година                                                                    | 11598    |
| 20  | Мушко становништво од 3 до 5 година                                                              | 5985     |
| 21  | Женско становништво од 3 до 5 година                                                             | 5613     |
| 22  | Становништво од 6 до 11 година                                                                   | 22249    |
| 23  | Мушко становништво од 6 до 11 година                                                             | 11323    |
| 24  | Женско становништво од 6 до 11 година                                                            | 10926    |
| 25  | Становништво од 8 до 14 година                                                                   | 25290    |
| 26  | Мушко становништво од 8 до 14 година                                                             | 12873    |
| 27  | Женско становништво од 8 до 14 година                                                            | 12417    |
| 28  | Становништво од 12 до 14 година                                                                  | 10385    |
| 29  | Мушко становништво од 12 до 14 година                                                            | 5300     |
| 30  | Женско становништво од 12 до 14 година                                                           | 5085     |
| 31  | Становништво од 15 до 17 година                                                                  | 10273    |
| 32  | Мушко становништво од 15 до 17 година                                                            | 5269     |
| 33  | Женско становништво од 15 до 17 година                                                           | 5004     |
| 34  | Становништво од 18 до 24 године                                                                  | 21555    |
| 35  | Мушко становништво од 18 до 24 године                                                            | 10918    |
| 36  | Женско становништво од 18 до 24 године                                                           | 10637    |
| 37  | Женско становништво од 15 до 49 година                                                           | 46590    |
| 38  | Становништво са 60 и више година                                                                 | 14621    |
| 39  | Мушко становништво са 60 и више година                                                           | 7252     |
| 40  | Женско становништво са 60 и више година                                                          | 7369     |
| 41  | Однос између мушкараца и жена                                                                    | 103.09   |
| 42  | Становништво од нуле до 14 година                                                                | 54753    |
| 43  | Становништво од 15 до 64 године                                                                  | 113214   |
| 44  | Становништво од 65 година и више                                                                 | 9942     |
| 45  | Просечан број деце                                                                               | 2.41     |
| 46  | Становништво рођено у ентитету                                                                   | 103373   |
| 47  | Мушко становништво рођено у ентитету                                                             | 52568    |
| 48  | Женско становништво рођено у ентитету                                                            | 50805    |
| 49  | Становништво рођено у другом ентитету                                                            | 62515    |
| 50  | Мушко становништво рођено у другом ентитету                                                      | 31508    |
| 51  | Женско становништво рођено у другом ентитету                                                     | 31007    |
| 52  | Становништво од 5 година и више резидентно у ентитету у јуну 2005. године                        | 143970   |
| 53  | Мушко становништво старосног доба од 5 година и више, резидентно у ентитету у јуну 2005. године  | 72329    |
| 54  | Женско становништво старосног доба од 5 и више година, резидентно у ентитету у јуну 2005. године | 71641    |
| 55  | Становништво од 5 година и више које је живело у другом ентитету у јуну 2005. године             | 7858     |
| 56  | Мушко становништво старије од 5 година које је живело у другом ентитету у јуну 2005. године      | 4040     |
| 57  | Женско становништво старије од 5 година које је живело у другом ентитету у јуну 2005. године     | 3818     |
| 58  | Становништво од 3 године и више које говори аутохтони језик                                      | 777      |
| 59  | Мушко становништво старо 3 године и више које говори аутохтони језик                             | 477      |
| 60  | Женско становништво старо 3 године и више које говори аутохтони језик                            | 300      |
| 61  | Становништво од 3 године и више које говори аутохтони језик и не говори шпански језик            | 4        |
| 62  | Мушко становништво старо 3 године и више које говори аутохтони језик и не говори шпански         | 0        |
| 63  | Женско становништво старо 3 године и више које говори аутохтони језик и не говори шпански језик  | 4        |
| 64  | Становништво старо 3 године и више које говори аутохтони језик и шпански                         | 545      |
| 65  | Мушко становништво старо 3 године и више које говори аутохтони језик и шпански                   | 336      |
| 66  | Женско становништво старо 3 године и више које говори аутохтони језик и шпански                  | 209      |
| 67  | Становништво од 5 година и више које говори аутохтони језик                                      | 768      |
| 68  | Становништво од 5 година и више које говори аутохтони језик и не говори шпански језик            | 4        |
| 69  | Становништво од 5 година и више које говори аутохтони језик и говори шпански језик               | 544      |
| 70  | Становништво у домородачким домаћинствима                                                        | 1806     |
| 71  | Становништво са ограничењима у активностима                                                      | 7528     |
| 72  | Становништво са ограниченим ходањем или кретањем, горе или доле                                  | 4223     |
| 73  | Становници са ограничењима вида, чак и уз кориштење сочива                                       | 2019     |
| 74  | Становништво са ограничењима говора, комуникације или конверзације                               | 725      |
| 75  | Становништво са ограниченим слухом                                                               | 664      |
| 76  | Становништво са ограничењима при одевању, купању или јелу                                        | 436      |
| 77  | Становништво са ограничењима у опажању или учењу једноставних ствари                             | 456      |
| 78  | Становништво са менталним ограничењима                                                           | 786      |
| 79  | Становништво без ограничења активности                                                           | 169522   |
| 80  | Становништво од 3 до 5 година које не похађа школу                                               | 7381     |
| 81  | Мушко становништво од 3 до 5 година које не похађа школу                                         | 3837     |
| 82  | Женско становништво од 3 до 5 година које не похађа школу                                        | 3544     |
| 83  | Становништво од 6 до 11 година које не похађа школу                                              | 732      |
| 84  | Мушко становништво од 6 до 11 година које не похађа школу                                        | 401      |
| 85  | Женско становништво од 6 до 11 година које не похађа школу                                       | 331      |
| 86  | Становништво од 12 до 14 година које не похађа школу                                             | 839      |
| 87  | Мушко становништво од 12 до 14 година које не похађа школу                                       | 450      |
| 88  | Женско становништво од 12 до 14 година које не похађа школу                                      | 389      |
| 89  | Становништво од 15 до 17 година похађа школу                                                     | 6960     |
| 90  | Мушко становништво од 15 до 17 година похађа школу                                               | 3580     |
| 91  | Женско становништво између 15 и 17 година живота у школи                                         | 3380     |
| 92  | Становништво од 18 до 24 године похађа школу                                                     | 5520     |
| 93  | Мушко становништво од 18 до 24 године похађа школу                                               | 2840     |
| 94  | Женско становништво од 18 до 24 године похађа школу                                              | 2680     |
| 95  | Становништво од 8 до 14 година које не може да чита и пише                                       | 598      |
| 96  | Мушко становништво старосног доба од 8 до 14 година које не може да чита и пише                  | 388      |
| 97  | Женско становништво старосног доби од 8 до 14 година које не може да чита и пише                 | 210      |
| 98  | Становништво од 15 година и више које је неписмено                                               | 3959     |
| 99  | Мушко становништво од 15 година и више које је неписмено                                         | 1944     |
| 100 | Женско становништво од 15 година и више које је неписмено                                        | 2015     |
| 101 | Становништво старо 15 и више година без школовања                                                | 6220     |
| 102 | Мушко становништво старо 15 и више година без школовања                                          | 3184     |
| 103 | Женско становништво старо 15 и више година без школовања                                         | 3036     |
| 104 | Становништво старосног доба 15 и више година са непотпуним основним образовањем                  | 15189    |
| 105 | Мушко становништво старосног доба од 15 година и више са непотпуном основним образовањем         | 7702     |
| 106 | Женско становништво старосног доба 15 и више година са непотпуном основним образовањем           | 7487     |
| 107 | Становништво старо 15 и више година са комплетним основним образовањем                           | 18539    |
| 108 | Мушко становништво старо 15 година и више са комплетним основним образовањем                     | 9191     |
| 109 | Женско становништво старо 15 и више година са комплетним основним образовањем                    | 9348     |
| 110 | Становништво старосног доба 15 и више година са непотпуним средњим образовањем                   | 8873     |
| 111 | Мушко становништво старосног доба од 15 година и више са непотпуним средњим образовањем          | 4914     |
| 112 | Женско становништво старосног доба од 15 година и више са непотпуним средњим образовањем         | 3959     |
| 113 | Становништво старо 15 и више година са пуним секундарном образовањем                             | 31083    |
| 114 | Мушко становништво старосног доба од 15 година и више са пуним секундарном образовањем           | 15380    |
| 115 | Женско становништво старосног доба од 15 година и више са пуним секундарном образовањем          | 15703    |
| 116 | Становништво старије од 18 година са постосновним образовањем                                    | 38085    |
| 117 | Мушко становништво старије од 18 година са постосновним образовањем                              | 19499    |
| 118 | Женско становништво старије од 18 година са постосновним образовањем                             | 18586    |
| 119 | Просечна оцена школовања                                                                         | 8.62     |
| 120 | Просечан ниво образовања мушке популације                                                        | 8.63     |
| 121 | Просечан ниво образовања женског становништва                                                    | 8.62     |
| 122 | Економски активно становништво                                                                   | 72983    |
| 123 | Економски активна мушка популација                                                               | 49096    |
| 124 | Економски активна женска популација                                                              | 23887    |
| 125 | Становништво које није економски активно                                                         | 59934    |
| 126 | Мушко становништво које није економски активно                                                   | 18137    |
| 127 | Женско становништво које није економски активно                                                  | 41797    |
| 128 | Запослено становништво                                                                           | 68361    |
| 129 | Запослено мушко становништво                                                                     | 45384    |
| 130 | Запослено женско становништво                                                                    | 22977    |
| 131 | Незапослена популација                                                                           | 4622     |
| 132 | Незапослена мушка популација                                                                     | 3712     |
| 133 | Незапослена женска популација                                                                    | 910      |
| 134 | Становништво без права на здравствене услуге                                                     | 75201    |
| 135 | Становништво које има право на здравствене услуге                                                | 102332   |
| 136 | Становништво које има право на ИМСС                                                              | 60506    |
| 137 | Становништво које има право на социјално осигурање                                               | 7263     |
| 138 | Становништво које има право на државно социјално осигурање                                       | 5743     |
| 139 | Становништво које има право на опште осигурање или здравствено осигурање за нову генерацију      | 24420    |
| 140 | Становништво које је било једном или није било у браку током 12 година и више                    | 44050    |
| 141 | Венчано или уједињено становништво од 12 година и више                                           | 73680    |
| 142 | Становништво које је било у браку или уједињено 12 година и више                                 | 15515    |
| 143 | Становништво са католичком религијом                                                             | 132220   |
| 144 | Протестанти, еванђелисти и библијски следбеници различити од еванђелиста                         | 25819    |
| 145 | Становништво са другим религијама различитим од претходних                                       | 116      |
| 146 | Становништво без религије                                                                        | 18410    |
| 147 | Укупно пописаних домаћинства                                                                     | 47691    |
| 148 | Пописна домаћинства на челу са мушкарцима                                                        | 35463    |
| 149 | Пописна домаћинства на челу са женама                                                            | 12228    |
| 150 | Становништво у пописним домаћинствима                                                            | 176720   |
| 151 | Становништво у пописним домаћинствима на челу са мушкарцима                                      | 134931   |
| 152 | Становништво у пописним домаћинствима на челу са женама                                          | 41789    |
| 153 | Укупно домаћинстава                                                                              | 60757    |
| 154 | Укупно насељених домаћинстава                                                                    | 47863    |
| 155 | Укупно приватних кућа                                                                            | 60585    |
| 156 | Насељени приватни домови                                                                         | 47691    |
| 157 | Укупно насељених приватних кућа                                                                  | 47824    |
| 158 | Ненасељене приватне куће                                                                         | 9311     |
| 159 | Појединачна домаћинства за привремену употребу                                                   | 3583     |
| 160 | Становници у насељеним приватним кућама                                                          | 176720   |
| 161 | Насељеност станара у приватним становима                                                         | 3.71     |
| 162 | Просечно становника по соби у приватним насељеним домаћинствима                                  | 0.99     |
| 163 | Појединачна домаћинства са подовима од различитих материјала од земље                            | 44485    |
| 164 | Појединачна домаћинства у приземљу                                                               | 2461     |
| 165 | Појединачна домаћинства са једном спаваћом собом                                                 | 16912    |
| 166 | Појединачна домаћинства са две спаваће собе и више                                               | 30035    |
| 167 | Појединачна домаћинства са једним собом                                                          | 2709     |
| 168 | Појединачна домаћинства са две собе                                                              | 7264     |
| 169 | Појединачна домаћинства са 3 собе и више                                                         | 36969    |
| 170 | Појединачна домаћинства која имају електрично светло                                             | 45871    |
| 171 | Појединачна домаћинства која немају електрично светло                                            | 1125     |
| 172 | Појединачна домаћинства која имају водоводну воду у стамбеном простору                           | 45481    |
| 173 | Појединачна домаћинства која немају водоводну воду у стамбеном простору                          | 1434     |
| 174 | Појединачна домаћинства која имају тоалет                                                        | 46282    |
| 175 | Појединачна домаћинства која имају канализацију                                                  | 42877    |
| 176 | Појединачна домаћинства која немају канализацију                                                 | 3960     |
| 177 | Појединачна домаћинства која имају електрично светло, довод воде из јавне мреже и канализацију   | 41920    |
| 178 | Појединачна домаћинства без икаквих услова                                                       | 436      |
| 179 | Појединачна домаћинства која имају радио                                                         | 36797    |
| 180 | Појединачна домаћинства која имају телевизор                                                     | 45197    |
| 181 | Појединачна домаћинства која имају фрижидер                                                      | 44259    |
| 182 | Појединачна домаћинства која имају машину за веш                                                 | 37892    |
| 183 | Појединачна домаћинства која имају аутомобил или комби                                           | 35897    |
| 184 | Појединачна домаћинства која имају рачунар                                                       | 16190    |
| 185 | Појединачна домаћинства која имају фиксну телефонску линију                                      | 19349    |
| 186 | Појединачна домаћинства која имају мобилни телефон                                               | 37970    |
| 187 | Појединачна домаћинства која имају приступ интернету                                             | 11552    |